# Rózsaolaj

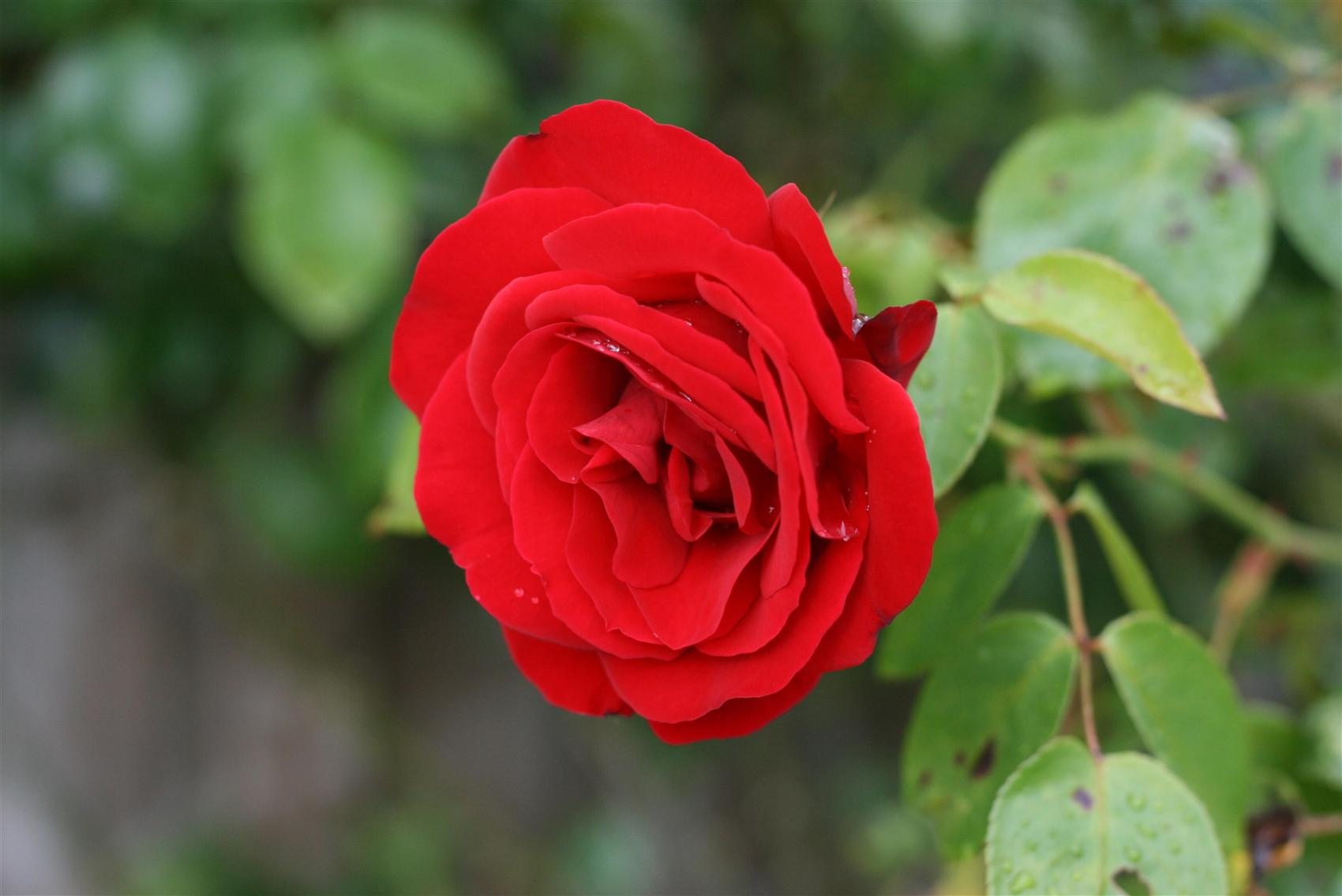
Rosa damascena

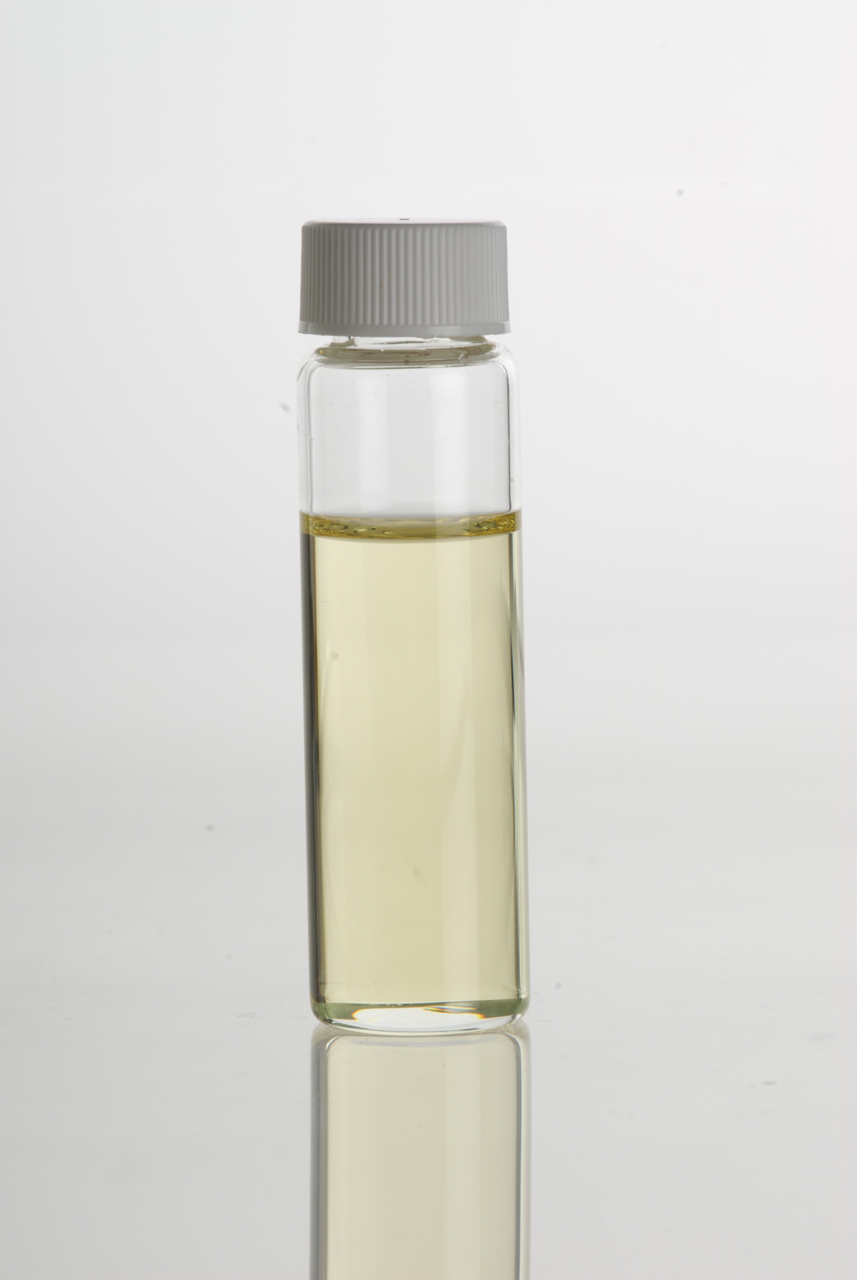
Rosa damascena rózsa olaja fiolában

A rózsaolaj a rózsa szirmaiból vízgőz-desztillációval nyert illóolaj. 
Olajgyártás  céljából leginkább Bulgáriában, Franciaországban, Marokkóban és  Törökországban termesztenek rózsát.
A  rózsaolajat főként az alábbi két rózsafajból nyerik
- Rosa centifolia
- Rosa damascena

Kisebb jelentőségű a Rosa alba és a Rosa gallica.
A kitermelés alacsony, mindössze  0,02–0,05%. 
Három tonna sziromból kb. 1 liter olajat lehet nyerni. 
Ezért a rózsaolaj az egyik legdrágább illóolaj.

## Kémiai összetétel
A bolgár rózsaolaj sárgászöld folyadék. Fő alkotói a (-)-citronellol (34 – 55%),  geraniol  (30–40%) és a  nerol. Kis mennyiségben tartalmaz még  linaloolt, farnezolt, citrált, 2-feniletanolt, karvont, rhodinolt, és nonilaldehidet is.
A természetes rózsaolajban összesen mintegy  230 féle vegyület található.

## Külső hivatkozások
Gewinnung von Rosenöl